# Hangares (estación)
Hangares es una de las estaciones que forman parte del Metro de Ciudad de México, perteneciente a la Línea 5. Se ubica al oriente de la Ciudad de México, en la alcaldía Venustiano Carranza.

## Información general
El nombre proviene de los hangares del Aeropuerto cercanos a la estación, aunque muchos de estos fueron demolidos por la construcción de la Terminal 2 del Aeropuerto. El símbolo representa el corte transversal de un hangar, dejando al descubierto la silueta de un biplano, ya que los hangares son lugares donde se les da resguardo y mantenimiento a los aviones cuando no están en servicio.

### Afluencia
El número total de usuarios en 2014 para la estación "Hangares" fue de 1,607,350. El número de usuarios promedio para el mismo año fue el siguiente:
| Tipo de día   | Afluencia promedio estación "Hangares" |
| ------------- | -------------------------------------- |
| Día festivo   | 2,325                                  |
| Día laboral   | 4,949                                  |
| Fin de semana | 3,254                                  |
| Anual         | 4,394                                  |

La siguiente tabla muestra la afluencia de la estación en los últimos 10 años:
| Afluencia Anual de Pasajeros | Afluencia Anual de Pasajeros | Afluencia Anual de Pasajeros | Afluencia Anual de Pasajeros | Afluencia Anual de Pasajeros | Afluencia Anual de Pasajeros |
| ---------------------------- | ---------------------------- | ---------------------------- | ---------------------------- | ---------------------------- | ---------------------------- |
| Año                          | Afluencia                    | A Diario                     | Ranking Anual                | Aumento%                     | Ref.                         |
| 2023                         | 1,927,653                    | 5,281                        | 157°/195                     | +29.34%                      | [ 3 ]                        |
| 2022                         | 1,490,365                    | 4,083                        | 168°/195                     | +57.38%                      | [ 4 ]                        |
| 2021                         | 946,994                      | 2,594                        | 179°/195                     | +22.31%                      | [ 5 ]                        |
| 2020                         | 777,118                      | 2,123                        | 191°/195                     | -56.32%                      | [ 6 ]                        |
| 2019                         | 1,772,609                    | 4,856                        | 188°/195                     | -6.42%                       | [ 7 ]                        |
| 2018                         | 1,894,220                    | 5,189                        | 186°/195                     | +2.37%                       | [ 8 ]                        |
| 2017                         | 1,850,363                    | 5,069                        | 186°/195                     | +2.56%                       | [ 9 ]                        |
| 2016                         | 1,804,140                    | 4,929                        | 186°/195                     | -3.91%                       | [ 10 ]                       |
| 2015                         | 1,877,580                    | 5,144                        | 177°/195                     | +5.21%                       | [ 11 ]                       |
| 2014                         | 1,784,681                    | 4,889                        | 178°/195                     | -4.30%                       | [ 12 ]                       |
| 2013                         | 1,864,860                    | 5,109                        | 187°/195                     | -1.98%                       | [ 13 ]                       |

## Conectividad

### Salidas
- Norte: Eje 1 Norte Av. Fuerza Aérea Mexicana, Colonia Federal.
- Sur: Eje 1 Norte Av. Fuerza Aérea Mexicana entre Calle Correos y Telégrafos y Calle Asistencia Pública, Colonia Federal.